# Pasión Kristal
Juan Gabriel Centella Damián más conocido por los seudónimos Pasión Kristal o Pasión Crystal (Villahermosa, Tabasco, 9 de enero de 1976-Acapulco, Guerrero, 2 de junio de 2021) fue un luchador profesional mexicano.

## Biografía
Kristal apareció como Exótico, una forma de Drag queen, e hizo su debut como luchador en 1994. Cristal luchó en Asistencia Asesoría y Administración (ahora Lucha Libre AAA Worldwide), la asociación más grande de México entre 2008 y 2013, y para poco tiempo en 2019. A lo largo de la década de 2010 y principios de la de 2020, Kristal fue un gran nombre en la escena de la lucha libre independiente mexicana y junto con Diva Salvaje y Jessy Ventura, formaron el trío Las Shotas que logró un gran éxito en Grupo Internacional Revolución (IWRG), la tercera federación de lucha libre más grande de México.
El 2 de junio de 2021, Kristal desapareció después de visitar una playa en Acapulco antes de asistir a un evento de lucha libre en la ciudad esa noche. Los medios mexicanos informaron esa noche que se sospechaba que se había ahogado. A las nueve de la mañana del 3 de junio, se encontró un cuerpo en la playa, y más tarde ese mismo día, la comisión de lucha libre de Acapulco confirmó que se había encontrado el cuerpo de Pasión Kristal.